# Pietro Fossati
Pietro „Pietrino“ Fossati (* 29. Juni 1905 in Novi Ligure; † 13. März 1945 ebenda) war ein italienischer Radrennfahrer und nationaler Meister im Radsport.

## Sportliche Laufbahn
Pietrino Fossati wurde in der gleichen Straße geboren, in der auch der zweimalige Giro-d’Italia-Gewinner Costante Girardengo auf die Welt gekommen war. 1926 gewann er die nationale Meisterschaft im Straßenrennen der Unabhängigen. 
1927 wurde er Berufsfahrer im Radsportteam Wolsit. In seiner ersten Saison als Profi siegte er im Eintagesrennen Coppa del Re. 1928 konnte Fossati die Coppa Placci für sich entscheiden und wurde Dritter in der Lombardei-Rundfahrt sowie im Rennen Milano–Modena und im Etappenrennen Rom–Neapel–Rom. Im Giro dell’Emilia platzierte er sich als Zweiter hinter Alfonso Piccin.
1929 feierte er den bedeutendsten Erfolg seiner Laufbahn mit dem Sieg in der Lombardei-Rundfahrt vor Adriano Zanaga.
Beim Giro d’Italia belegte Fossati 1930 den 16., 1931 den 30. und 1932 den 39. Rang im Endklassement.
Pietro Fossati starb 1945 bei einem alliierten Luftangriff auf Novi Ligure.